# Іванівка (Межівська селищна громада)
Іва́нівка — село в Україні, у Синельниківському районі Дніпропетровської області. Входить до складу Межівської селищної громади. Населення становить 1000 осіб. До 2017 орган місцевого самоврядування — Іванівська сільська рада.

## Географія
Розташоване у східній частині області на межі з Донецькою областю за 125 кілометрів від обласного центру і за 85 кілометрів від Донецька на річці Вовчій.
Село Іванівка знаходиться на правому березі річки Вовча, вище за течією на відстані 5 км розташоване село Філія, на протилежному березі — село Зелений Гай. Річка в цьому місці звивиста, утворює лимани, стариці та заболочені озера.

## Історія
За інформацією видання «Історія міст і сіл Української РСР», Іванівка заснована у першій половині 19 століття. Одночасно офіційно датою заснування значиться 1777 рік.
Дослідник краю 19 ст. архиєпископ Феодосій Макаревський так описує заснування Іванівки:
|  | "Мѣстность нынѣшней слободы Ивановки,—старинное запорожское поселеніе. Урочище "Большой Яръ", около нынѣшней Ивановки, въ мирное и свободное время, было наилучшимъ пріютомъ для запорожскаго казачества. Въ началѣ 1772 года на сей мѣстности поселился отставной войсковый старшина Иванъ Чигиринецъ, завелъ здѣсь свой обширный зимовникъ, устроилъ въ немъ нѣсколько землянокъ и пригласилъ сюда на постоянное жительство изъ подъ Чигирина своихъ родныхъ и знакомыхъ. Въ 1775 году, по разрушеніи послѣдней Сѣчи запорожской, на зимовникъ Ивана Чигиринца явилось нѣсколько запорожцевъ.... Въ 1776 году зимовникъ старшины Ивана осматривалъ Азовскій губернаторъ В. А. Чертковъ. Очарованный красивою и богатою мѣстностью, Чертковъ приказалъ Волководскому земскому коммисару устроить здѣсь государственную воинскую слободу, въ честь и во имя войсковаго старшины Чигиринца назвалъ ее Ивановкою, а его самого опредѣлилъ осадчимь, устроителемъ и организаторомъ слободы. При живомъ участіи сидевшихь здѣсь зимовникомъ запорожцевъ и при содѣйствіи Волководскаго земскаго коммисара, слобода Ивановка скоро устроилась и заселилась народомъ семейнымъ и осѣдлымъ. Въ 1780 году, когда изъ Калміуса люди малороссійской націи, уступая мѣсто грекамъ, переходили на жительство въ Павловку, слобода Ивановка увеличилась въ числѣ своихъ насельниковъ новыми жителями." |

У 1916 в Іванівці був організований осередок товариства "Просвіта" під керівництвом Данила Ляха. А молодь села створила Українську юнацьку спілку під проводом Максима Сидоровича Павленка (1902-1928)
У період радянської влади тут розміщувалась центральна садиба колгоспу «Родина».
Під час організованого радянською владою Голодомору 1932—1933 років помер щонайменше 531 житель села.
12 червня 2020 року, відповідно до розпорядження Кабінету Міністрів України № 709-р від «Про визначення адміністративних центрів та затвердження територій територіальних громад Дніпропетровської області», увійшло до складу Межівської селищної громади.
19 липня 2020 року, в результаті адміністративно-територіальної реформи і ліквідації Межівського району, село увійшло до складу новоутвореного Синельниківського району.

## Економіка
- «Іванівське», ТОВ. Директор — Маловічко Сергій Васильович [Архівовано 1 січня 2022 у Wayback Machine.].
- ТОВ «Промінь», агрофірма.

## Сьогодення
В селі є школа, сільська амбулаторія, будинок культури, бібліотека. Працює дві агрофірми.

## Природоохоронні території
Між селами Іванівка та Богданівка розташований ландшафтний заказник місцевого значення Антонівський.